# 长汀县文庙
25°50′14″N 116°21′13″E / 25.83722°N 116.35361°E
长汀县文庙位于中国福建省龙岩市长汀县汀州镇东后巷，是明清时期长汀县的文庙，1997年被列为长汀县文物保护单位，2013年，以“汀州厦门大学旧址”的名称被列为第八批福建省文物保护单位。
长汀县文庙现仅存大成殿，殿坐北朝南，面阔三间，进深三间，卷棚式前步廊，抬梁式梁架，重檐歇山顶。明间正中置方形藻井，四周饰垂球等，次间双龙彩绘天花。抗日战争时期，厦门大学迁至长汀，历时八年，校本部设于县文庙大成殿。

## 图片
- 大成殿
- 大成殿